# ФК Кулпин
ФК Кулпин је фудбалски клуб из Кулпина. Фудбал се у овом Бачком месту незванично игра од 1930.  али први регистровани клуб дошао је тек након Другог светског рата .

## Историја
До године 1930. у Кулпину није постојала спортска организација, али то не значи да се и тада није играо фудбал у Кулпину. У мају 1930. године, скупиле су се паре за опрему и од стране кројача Јана Ваљенћика покренут је "дивљи" клуб (није био регистрован у ЈНС). Купљено је 10 дресева црвено- цитрон боје а осталу опрему су морали да имају играчи. Овако основан клуб је 1930. године одиграо неколико утакмица и мимо Кулпина јер није имао властито игралиште. 1958. године игралиште се налазило усред села Кулпина, између Нушићеве и улице Маршала Тита, преко пута тзв. Бранковићове школе. Са пресељењем игралишта на нови простор СД Јадран добило је име ФК Кулпин.
Између два рата такмичарски фудбал се није играо у Кулпину.
1980. године ФК Кулпин добија посед на коришћење поред Канала ДТД на крају Каналске улице. Ту је постављен нови травњак и тако настаје ново игралиште које је и данас у употреби..
Дуги низ година се клуб такмичио у првом разреду Међуопштинске лиге Бачка Паланка али и у другом разреду тј. најнижем рангу такмичења.
Након реорганизације фудбалских лига, од 2018. године, ФК Кулпин је почео да се такмичи у 5. рангу такмичења тј. у сомборској подручној фудбалској лиги - ПФЛ Сомбор.
Највећи успех ФК Кулпин је имао од 1999. године када је ушао у ранг Војвођанске лиге и ту остао две године и заузео 7. односно 13. место. У то доба у клубу су се такмичили сениори, јуниори и пионири.
1994. године клуб је престао да фукнционише и није се такмичио годину дана.

## Галерија
Слике фудбалског клуба Кулпин, док је играо на старом игралишту у центру села.